# Käferbohnensalat
Käferbohnensalat – tradycyjna austriacka sałatka wywodząca się ze Styrii.
Käferbohnen to styryjska odmiana fasoli wielokwiatowej o wyjątkowo dużych, nakrapianych ziarnach i liliowo-fioletowym wybarwieniu. Jest uprawiana w tym regionie od XVI wieku. Sałatka sporządzana jest z namoczonej wcześniej i ugotowanej fasoli aromatyzowanej octem, olejem z pestek dyni, cebulą lub chrzanem, solą, pieprzem oraz odrobiną cukru. W niektórych wariantach dodatkiem może być jajko ugotowane na twardo, papryka, kukurydza albo pomidory. Sałatka jest chętnie podawana w austriackich lokalach gastronomicznych. Dobrze znosi przechowywanie w lodówce (bez cebuli). Można ją przygotować z fasoli puszkowanej.